# Атаев, Валерий Юлдашевич
Валерий Юлдашевич Атаев (18 марта 1948 года — 2 февраля 2024 года, Москва) — узбекистанский политический и государственный деятель, министр энергетики и электрификации (1993—1999), вице-премьер (1999—2004).

## Биография и карьера
Родился 18 марта 1948 года.
В 1971 году окончил Ташкентский политехнический институт, отделение «Электропривод и автоматика промышленных установок», специальность «инженер-электромеханик». Работал на предприятиях энергетики.
С 10.10.1988 по 26.02.1993 директор предприятия «Ташэлектросети» (Ташкентские электрические сети).
С 27.02.1993 по 1999 год — министр энергетики и электрификации Республики Узбекистан, вице-президент Электроэнергетического Совета СНГ.
С 11.03.1999 по 2004 год — заместитель премьер-министра — руководитель комплекса топлива и энергетики. Одновременно — председатель правления Национальной холдинговой компании «Узнефтегаз».
В 2004 году вышел в отставку.
В 2009 году уехал в Москву. После этого в Узбекистане на него было заведено уголовное дело по ст. 167 ч.3 п. А УК-РУз; ст. 205 ч.2 п. А УК-РУз (хищение бюджетных средств и злоупотребление служебным положением).
В декабре 2015 года был задержан московской милицией как находящийся в международном розыске. Однако выяснилось, что он уже получил российское гражданство, и в выдаче было отказано. Отпущен под обязательство о явке к прокурору Гагаринского района для дачи объяснений.
Умер в Москве 2 февраля 2024 года.